# Euphorbia sahendi
Euphorbia sahendi — вид рослин із родини молочайних (Euphorbiaceae), ендемік Ірану.

## Опис
Це притиснуто-шовковиста рослина 10–15 см заввишки. Листки товсті, сидячі, цілі, ланцетні, гострі, у довжину 6–12 мм. Суцвіття зонтикове. Квітки жовті. Період цвітіння: літо.

## Поширення
Ендемік Ірану. Населяє скелясті схили.